# Willem XI van Auvergne
Willem XI van Auvergne (? - 1280) was een zoon van Robert V van Auvergne en Elisabeth van Baffia.
Hij werd in opvolging van zijn vader graaf van Auvergne en Boulogne. Hijzelf werd in beide graafschappen opgevolgd door zijn broer Robert.

## Voorouders
| Voorouders van Willem XI van Auvergne | Voorouders van Willem XI van Auvergne                                     | Voorouders van Willem XI van Auvergne                                     | Voorouders van Willem XI van Auvergne                                     | Voorouders van Willem XI van Auvergne                                     | Voorouders van Willem XI van Auvergne                       | Voorouders van Willem XI van Auvergne                       | Voorouders van Willem XI van Auvergne                       | Voorouders van Willem XI van Auvergne                       |
| ------------------------------------- | ------------------------------------------------------------------------- | ------------------------------------------------------------------------- | ------------------------------------------------------------------------- | ------------------------------------------------------------------------- | ----------------------------------------------------------- | ----------------------------------------------------------- | ----------------------------------------------------------- | ----------------------------------------------------------- |
| Overgrootouders                       | Hendrik I van Brabant (1160-1235) ∞ Mathilde van Boulogne (±1161–1210)    | Hendrik I van Brabant (1160-1235) ∞ Mathilde van Boulogne (±1161–1210)    | Gwijde II van Auvergne (-1124) ∞ 1150 Peronella van Chambon (-)           | Gwijde II van Auvergne (-1124) ∞ 1150 Peronella van Chambon (-)           | ? (-) ∞ ? (–)                                               | ? (-) ∞ ? (–)                                               | ? (-) ∞ ? (-)                                               | ? (-) ∞ ? (-)                                               |
| Grootouders                           | Adelheid van Brabant (1190-1265) ∞ 1225 Willem X van Auvergne (1195-1247) | Adelheid van Brabant (1190-1265) ∞ 1225 Willem X van Auvergne (1195-1247) | Adelheid van Brabant (1190-1265) ∞ 1225 Willem X van Auvergne (1195-1247) | Adelheid van Brabant (1190-1265) ∞ 1225 Willem X van Auvergne (1195-1247) | Willem I van Baffia (-) ∞ ? (-)                             | Willem I van Baffia (-) ∞ ? (-)                             | Willem I van Baffia (-) ∞ ? (-)                             | Willem I van Baffia (-) ∞ ? (-)                             |
| Ouders                                | Robert V van Auvergne (1225-1276) ∞ Eleonora van Baffia (-)               | Robert V van Auvergne (1225-1276) ∞ Eleonora van Baffia (-)               | Robert V van Auvergne (1225-1276) ∞ Eleonora van Baffia (-)               | Robert V van Auvergne (1225-1276) ∞ Eleonora van Baffia (-)               | Robert V van Auvergne (1225-1276) ∞ Eleonora van Baffia (-) | Robert V van Auvergne (1225-1276) ∞ Eleonora van Baffia (-) | Robert V van Auvergne (1225-1276) ∞ Eleonora van Baffia (-) | Robert V van Auvergne (1225-1276) ∞ Eleonora van Baffia (-) |
| Willem XI van Auvergne (-1280)        |                                                                           |                                                                           |                                                                           |                                                                           |                                                             |                                                             |                                                             |                                                             |